# Imperanon
Imperanon fue una banda finlandesa perteneciente al género death metal melódico.

## Biografía
El baterista Jaakko Nylund y el guitarrista Asko Sartanen formaron Imperanon en el otoño de 1999. Poco después Aleksi Sihvonen y Eki Nurmikari se sumaron a Imperanon, y la banda grabó su primer demo Until The End en el año 2002. Imperanon demostró tener buena acogida gracias a sus melodías de power metal a gran velocidad con solos melódicos y neoclásicos, mezcladas con potentes riffs y ritmos propios del death metal melódico, afín a bandas como Children of Bodom o Norther.
Durante el otoño del 2002 las diferencias musicales entre Asko Sartanen y el resto de la banda culminaron con la separación de Sartanen, por lo que un nuevo guitarrista, Teemu Mäntysaari, ocupó el puesto vacante. 
En el año 2003 lanzaron el demo Imperanon, el cual se completó en el mismo año y dejó una marca no demasiado positiva entre los periodistas finlandeses, que lo calificaron de "poco original". Comentarios y críticas aparte, la banda poseía dotes técnicas indudables que les llevó a despertar la atención de los aficionados al death metal melódico.
Finalmente, Imperanon llevó a cabo un contrato de grabación con la principal compañía independiente de metal Nuclear Blast; compañía asimismo de bandas como In Flames, Nightwish, Children of Bodom, entre otras.
Stained fue el álbum debut de la banda, lanzado en el año 2004. La duración total del álbum es de 38:24 minutos. Contó, además, con la participación de Leonna Aho en las vocales femeninas, presentes en Shadowsouls. Stained no logró, sin embargo, mucho éxito entre la crítica local de Finlandia, para quienes el disco no estaba fuera del canon estándar de las anteriores bandas de Death Metal Melódico.
Después del álbum debut Lauri Koskenniemi renunció a Imperanon. En el verano de 2004 se sumó a Imperanon Teemu Mäntysaari. Koskenniemi aseguró separarse porque pleneaba dedicarse a su otro proyecto, Crystal Blaze.
Finalmente, el 20 de julio de 2007, la banda emitió una declaración a través de MySpace anunciando su ruptura y hasta el momento ninguno de los integrantes ha vuelto a confirmar su conciliación.

## Miembros
- Aleksi Sihvonen - Voz/Guitarra rítmica
- Teemu Mäntysaari - Guitarra principal
- Aleksi Virta - Teclados
- Eki Nurmikari - Bajo
- Jaakko Nylund - Batería

## Discografía
- Until The End (2002 demo)
- Imperanon (2003 demo)
- Stained (2004 LP)
- Demo (2006 demo)